# 蘇偉文
蘇偉文，BBS，JP，是一位香港金融學者。

## 簡歷
他是油塘曉明小學、聖保羅書院校友，畢業於香港中文大學，並先後取得工商管理學士及工商管理碩士學位。1997年赴美國路易斯安那州立大學深造，取得哲學博士。同年加入香港中文大學，先後擔任財務系教授和工商管理學院副院長。2006年到清華大學修讀中國法律，取得法學士學位。
2010年加入恒生管理學院，擔任商學院院長、經濟及金融系教授及工商管理學士課程總監。
2016年擔任香港浸會大學持續教育學院院長。
2017年9月擔任運輸及房屋局副局長。
2022年9月1日，擔任樹仁大學經濟及金融學系兼任教授
2023年8月1日，擔任職業訓練局才晉高等教育學院院長及高峰進修學院院長。
除學術研究外，蘇偉文亦曾參與多項公職，當中包括房屋委員會委員及中央政策組非全職顧問等。他亦活躍於媒體，曾接受多份報章專訪及撰寫財經專欄。

## 公職
- 能源諮詢委員會委員
- 債券市場發展諮詢委員會委員
- 律師紀律審裁團業外委員
- 房屋委員會委員、財務小組委員會主席
- 中小型企業委員會委員
- 方便營商諮詢委員會委員
- 中央政策組非全職顧問

## 趣聞
他在報章的一篇文章被指將「短債」及「長債」兩詞位置對調，惹來高登討論區會員發文討論。其後，一名署名「蘇偉文」的會員在該發文回覆，承認犯下手民之誤；其他會員確信回覆者是蘇偉文本人，成為一時佳話。

### 註腳
1. ↑  .   [2016-03-02]. （原始内容存档于2016-03-08）.
2. ↑  【閱讀理解】蘇偉文︰聯儲局的扭曲操作，香港高登討論區，於2012年2月19日存取。